# Zach Wahls
Zacharia "Zach" Wahls, född 19 juli 1991, är en amerikansk HBT-aktivist. Ett tal som Wahls, som är son till ett lesbiskt par, höll i samband med ett förslag om att förbjuda samkönat äktenskap i ett författningstillägg till Iowas konstitution väckte mycket stor uppmärksamhet på internet.
Idag arbetar han som programkoordinator för Iowa Citys avdelning av Summer of Solutions, en nationell organisation som främjar miljöutbildning.

## Biografi

### Tidigt liv
Wahls är son till ett lesbiskt par – hans biologiska moder Terry Wahls, en internmedicinläkare, och Jackie Reger, en sjuksköterska - och föddes via in vitro-fertilisering den 19 juli 1991. Han har en yngre syster med samma biologiska föräldrar. Familjen bodde i Marshfield, Wisconsin, och flyttade när han var nio år till Iowa City, Iowa.
Enligt Wahls orsakade det vissa problem att ha lesbiska föräldrar, såsom när han fann det svårt att förklara för sina jämnåriga eller att vissa förbjöds umgås med honom. I high school skrev han ett antal spalter i skoltidningen om att uppfostras av ett lesbiskt par. Han examinerades från Iowa City West High School 2009, och påbörjade studier vid University of Iowa samma höst, i civil- och miljöingenjörskonst. 

### Uppmärksammat tal
Timothy Brien i Polk County, Iowa hade vägrat utfärda äktenskapsbevis till samkönade par. Sex samkönade par stämde Brien för detta, och i fallet Varnum v. Brien ogiltigförklarade Iowa Supreme Court statens förbud av samkönat äktenskap. Efter domstolens beslut skrev Zach Wahls en debattartikel i Des Moines Register där han förespråkade att registrerade partnerskap helt skulle särskiljas från äktenskap, och att man skulle frånta federala myndigheter dess roll i äktenskapsprocessen. På så vis skulle den religiösa ceremonin helt överlåtas till religiösa institutioner, medan registrerade partnerskap – med dess juridiska fördelar – skulle vara helt tillgängliga även för samkönade par. 2009 gifte sig hans mödrar efter att samkönat äktenskap i Iowa legaliserades.
Enligt honom själv var han "inte mycket av en aktivist" innan han väckte stor uppmärksamhet 2011. Den 31 januari 2011 talade Wahls inför Iowa House Judiciary Committee i en allmän utfrågning om ett föreslaget konstitutionellt författningstillägg om att förbjuda homoäktenskap i Iowa. Ett videoklipp av hans vittnesmål som lades ut på Youtube spreds snabbt.

### Fokus på aktivism
Hösten 2011 drog sig Wahls ur college för att fokusera på aktivism, skriva en bok och andra kampanjaktiviteter. Han har varit vice ordförande för "The Outspoken Generation," Family Equality Councils nationella ungdomsstödsinitiativ för barn med HBT-föräldrar. Unitarian Universalist Association i Iowa City gav honom priset "Courage of Love" i april 2012. Hans bok, My Two Moms: Lessons of Love, Strength, and What Makes a Family, publicerades i april 2012.
I maj 2012 ledde han en grupp HBT-förespråkare i lobbying för flera delar av lagstiftningen, däribland Healthy Families Act, som skulle garantera samkönade par samma sjukhusbesöksrättigheter som gifta heteropar, inför kongressen. De träffade Iowas senator Chuck Grassley.
Som Eagle Scout har Wahls motarbetat Boy Scouts of Americas bannlysning av homosexuella som scoutledare. 30 maj lämnade Wahls, vid den nationella årsstämman i Orlando, Florida, iklädd uniform, en namninsamling med 275 000 signaturer till stöd för Jennifer Carol från Bridgeport, Ohio, som tvingades avgå som scoutledare på grund av sin sexuella läggning, och mötte sedan två av organisationens styrelsemedlemmar. Han sade till MSNBC:s Thomas Roberts att underskrifterna innefattade många nuvarande och tidigare scouter och scoutledare då "det redan finns starkt stöd inom boy scout-rörelsen att ändra policyn och uppdatera den till 21:a århundradet". Han berättade att hans egna mödrar inte hade några problem när de deltog i hans boy scout-aktiviteter.